# Global ID
Global ID est une start-up suisse spécialisée dans l'authentification biométrique à partir du réseau veineux des doigts de la main, créée en 2016.

## Description
La société Global ID est fondée à Lausanne le 12 juillet 2016 par Lambert Sonna Momo. Elle a son siège à l'EPFL Innovation Park, à Écublens. 
Global ID est une start-up suisse, qui développe une technologie en pointe sur le marché de la biométrie à partir de la reconnaissance veineuse, acquise en utilisant plusieurs vues,,.  Elle se compose de plusieurs éléments logiciels et d'un scanner matériel. 
Elle s'appuie pour ses recherches scientifiques sur un consortium constitué de l'École polytechnique fédérale de Lausanne (EPFL), de l’Institut de recherche Idiap et de la HES Valais. Le scanner est assemblé dans le canton du Jura, tandis que les techniques de reconnaissance veineuse sont mises au point avec l'Institut de recherche Idiap et les techniques de chiffrement avec le laboratoire LASEC de l'EPFL. L'actuel[Quand ?] VenoScanner-F de Global ID a été miniaturisé avec le Centre suisse d'électronique et de microtechnique de Neuchâtel. 

### Brevets et certification
La startup détient plusieurs brevets dans le monde, aux États-Unis, en Europe et en Asie.
En 2022, Global ID est la première start-up de l'EPFL Innovation Park à recevoir le label Swiss Triple Impact de B corp,.

## Domaines d'application

### Sécurité souveraine
L’armée suisse et son équipementier RUAG étudient l’intégration de cette technologie dans ses équipements,.

### Santé
L'hôpital du canton du Jura a réalisé les premiers tests d'authentification par biométrie des veines en multi-vue au sein de l'établissement de Delémont en 2019,.  Un nouveau VenoScanner pour la main entière et sans contact de stabilisation est soutenu par la Confédération suisse avec une subvention 1 million de francs suisses, notamment pour des applications à haut volume d'authentification et post-covid,,. 